# ジャニーズJr.解散グループ (1990年以前)
ジャニーズJr.解散グループ（ジャニーズジュニアかいさんグループ）では、1990年以前に芸能事務所ジャニーズ事務所に所属するジャニーズJr.内に存在したグループを取り挙げる。他の年代についてはジャニーズJr.解散グループ (1990年以降)、ジャニーズJr.解散グループ (2000年以降)を参照。
なお、個人については「過去のジャニーズ所属者」、バックバンドグループは「ジャニーズ事務所 過去のバックバンド」、その他関連グループは「ジャニーズ関連企画ユニット」・「ジャニーズ関連OBユニット」の項目をそれぞれ参照。
グループ結成順。各グループへのメンバーの所属状況は現時点でのもの。

## リトル・リーブス
1974年春結成。リトル・リーブスを参照。

## ジャニーズ・ジュニア・エース
1974年10月結成。ジャニーズ・ジュニア・エースを参照。

## ザ・ニュース
1974年に結成。 1975年3月28日 - 3月31日には「第53回ウエスタン・カーニバル」にも出演したが、同年に自然消滅。 なお、当時のあらゆる文献ではグループ名が「ザ・ニューズ」と紹介されている場合も多い。
メンバー
- 事務所退社
  - 小川浩　池田洋　宮崎勝　田淵英人

## 白虎隊
1975年にジャニーズ事務所が、雑誌『平凡』とのコラボレーションでジャニーズJr.を募集した。その際の合格者は「ジャニーズ・ジュニア第4期生」と呼ばれ、その中から選ばれた3人によって結成されたバンドグループ。1976年8月15日に日本劇場で行われた「ロックン・ロール・カーニバル」にて、『バイバイベイビー』という曲を唄って初お披露目。その後、同年8月24日 - 28日の日本劇場「第56回ウエスタン・カーニバル」で改めて本格的にデビューした。 「ギャングス」の前身グループ。
メンバー
- 事務所退社
  - 大野祥孝（サイドギター）　長谷部徹（ドラム）　岩崎富美雄（ベース）

## ギャングス
1976年結成。ギャングスを参照。

## キングコング
1976年から1977年にかけて活動。資生堂「バスボン」のイメージガール・松本ちえこのシングル『ハイ!授業中』でのバックダンサーや、テレビ東京『ヤンヤン歌うスタジオ』内のあのねのねによるコーナー「ねのねのなんでも修行中」などで活躍した。
メンバー
- 事務所退社
  - 原川吉臣（リーダー）　大野祥孝　渡辺和晃　井上晴雄

脱退メンバー
- 事務所退社
  - 浅田敏行　山口裕章

サポートメンバー
- 事務所退社
  - 曽根崎しんじ

## ピラミッド
川崎麻世のバックコーラス&ダンスグループ。 1979年4月 - 8月まで、毎週日曜夜7時から30分間放送していた日本テレビのダンス番組『ミュージック・ボンボン』に、ジャPAニーズと共に出演していた。
メンバー
- 事務所退社
  - 長谷部徹　曽我泰久　田原俊彦

## ジャPAニーズ・ジュニア
ジャPAニーズが解散した後の、田原俊彦のバックダンスグループとして結成された。ジャニーズ事務所専属振付師で元ジャPAニーズのボビー吉野による指導の下、1982年 - 1985年に活動。ジャニーズJr.の中でも特にダンスの上手い精鋭たちで組まれていた。基本はジャPAニーズと同じで4人体制。後に何度か入れ替えがあり、延べ十数名が参加することとなった。「たのきん3球コンサート（1983年版）」、「'83 Toshi in 宝塚」、また「近藤真彦・武道館コンサート」などでも彼らがバックを務めた。参加メンバーは全員、1983年公開の少年隊主演の映画『あいつとララバイ』にも出演している。
メンバー
- 内海光司
- 事務所退社
  - 鈴木則行　平本淳也　内海裕一（内海光司の兄）　河村直人　牧村稔　中本雅俊　中村成幸　大沢樹生　宇治正高　前田直樹 他

## イーグルス
1982年結成。イーグルスを参照。

## 桜隊予備軍
1986年、日本テレビ『アイドル花組おとこ組』内の一般男性による企画ユニット「桜隊」のサポートグループ。ジャニーズJr.6名。
メンバー
- 事務所退社 
  - 阿部直人　山崎正人（後にSHADOWのメンバーに）　桑名兼司　他3名

## 踊り子
男闘呼組のバックダンサーグループ。実際にはバンドのバックなのであまり活動しなかった。
メンバー
- 事務所退社
  - 佐藤寛之　大沼雄一郎　川上康明　鹿内和博　桑名兼司　鈴木幸夫

## Mr.ミュージック
1986年10月、テレビ朝日『ミュージックステーション』がスタートすると同時に結成。同番組限定の専属バックダンサーグループ。 荻野目洋子の『六本木純情派』などのバックを務めた。
メンバー
- 内海光司
- 事務所退社
  - 大沢樹生　志賀泰伸　江端郁己　木野正人（後にB・D 104、CHA-CHAにも所属）　他数名

## スケートボーイズ
1987年秋結成。スケートボーイズを参照。

## 平家派
1988年9月、光GENJIのヒット曲『剣の舞』のバックダンサーグループとして、「スケートボーイズ」出身のメンバーを中心に結成。剣を持ってのバックダンスを務めた。さらに次の曲『地球をさがして』でもバックを担当し、小旗を振るダンスを務めた。雑誌用、テレビ用、コンサート用など、それぞれのメンバー編成があり、延べ30名以上が参加。1990年の初頭に消滅した。また、このグループでは「リーダー」のことを“隊長”と呼び、松元治郎がその役目を務めた。 
なお、当初は「ホタル」というガールズグループも作り、光GENJI・平家派・ホタルの3グループ合同で何かをやろうという企画・構想もあったが、実現には至らなかった。
再結成（2008年3月-）
- 2008年3月、元メンバーの国分太一がMCを務めるNHK「ザ少年倶楽部プレミアム」で、当時ジャニーズ事務所に所属していた6名（城島・山口・国分・坂本・長野・井ノ原）が出演。同窓会と銘打ったトーク、及び山口を除く5名で『剣の舞』のバックダンスを披露した（光GENJI役は番組レギュラーのMAの3名（屋良・米花・町田）とM.A.D.（福田・辰巳・越岡・松崎）の4名が担当）。
- 2009年12月にはNHK「ザ少年倶楽部プレミアム クリスマススペシャル2009」で、『Graduation』を披露した。
- 2010年12月の「FNS歌謡祭」に上記6名で平家派として出演し、『Graduation』を披露した。
- 2010年12月はNHK「ザ少年倶楽部プレミアム クリスマススペシャル2010」で、『STAY WITH ME』を披露した。
- 2011年12月はNHK「ザ少年倶楽部プレミアム クリスマススペシャル2011」で、東京の新大久保にあるグローブ座にてファーストコンサートを開催、『剣の舞』、『Graduation』、『ガラスの十代』、『地球をさがして』、『STAY WITH ME』を披露（『剣の舞』はダンスのみ、『STAY WITH ME』はテレビ放送のみ）トークのほか、練習風景も同番組内で放送された。
- 2023年6月28日、TV TOKYO MUSIC FESTIVAL「テレ東音楽祭2023夏」にて、ついに本家・光GENJIの内海光司・佐藤アツヒロとの共演が実現。MCを務める国分と20th Century（坂本・長野・井ノ原）の4名が、『剣の舞』のバックダンサーとして、剣を持ったダンスや殺陣のパフォーマンスを披露した。

メンバー
- TOKIO
  - 城島茂　国分太一
- V6 / 20th Century
  - 坂本昌行[1]　長野博　井ノ原快彦（『地球をさがして』のみ参加）
- 事務所退社
  - 朝倉健仁　石川徹　岩佐克次　岡田賢一郎　小山田英樹　萓嶋大輔　菅勇太　桑名兼司　酒井貴史　佐藤功　佐藤敬　関裕通　田中浩　鞆田紀世彦　野口隆史（現・反町隆史）　長谷川文高　平岡功次　平野喜弘　古川栄司　松原一平　松元治郎　村田義治　山口達也　山本隆文　米山武志　米脇明彦　米脇伸彦　渡辺一久　他多数